# Danville Dashers (1981-1986)
I Danville Dashers sono stati una squadra di hockey su ghiaccio, di Danville, nell'Illinois. Dalla fondazione, nel 1981, allo scioglimento nel 1986 ha militato nella Continental Hockey League.
Il nome è stato ripreso trent'anni dopo dagli omonimi Danville Dashers che disputano la Federal Hockey League dal 2011.